# Kara Davud Pacha
Kara Davud Pacha, connu également sous le simple nom de Davud Pacha ou de Hain Davud Pacha qui signifie Davud Pacha le Traitre, exécuté le 18 janvier 1623), est un homme d'État ottoman qui fut brièvement Grand Vizir pendant le règne de son beau-frère le sultan Moustafa Ier.

## Biographie
Davud Pacha nait en 1570 dans l'Eyalet de Bosnie. Il épouse une fille de Mehmed III et d'Halime Sultan en 1604 et est nommé Beylerbey de Roumélie et peu après vizir.
Il devient ensuite Kapudan Pacha pour une brève période pendant le premier règne de son beau-frère Moustafa (1617-1618). il est finalement nommé Grand Vizir de l'Empire ottoman le 20 mai 1622 grâce à l'influence de la mère du sultan Moustafa, sa propre belle-mère. Avec les janissaires révoltés, il est responsable du meurtre du sultan Osman II et démis de sa fonction le 13 juin 1622 après le rétablissement sur le trône de Moustafa Ier et exécuté le 18 janvier 1623.

## Source de la traduction
- (en) Cet article est partiellement ou en totalité issu de l’article de Wikipédia en anglais intitulé « Kara Davud Pasha » (voir la liste des auteurs).